# Tetraulax rothi
Tetraulax rothi là một loài bọ cánh cứng trong họ Cerambycidae.